# Кусиро (посёлок)
Кусиро (яп. 釧路町 Кусиро-тё:) — посёлок в Японии, находящийся в уезде Кусиро округа Кусиро губернаторства Хоккайдо. Площадь посёлка составляет 252,60 км², население — 20 365 человек (30 июня 2014), плотность населения — 80,62 чел./км².

## Географическое положение
Посёлок расположен на острове Хоккайдо в губернаторстве Хоккайдо. С ним граничат город Кусиро, посёлки Сибетя, Аккеси и село Цуруи.

## Население
Население посёлка составляет 20 365 человек (30 июня 2014), а плотность — 80,62 чел./км². Изменение численности населения с 1980 по 2005 годы:
| 1980 | 13 123 чел. |  |
| 1985 | 15 942 чел. |  |
| 1990 | 19 008 чел. |  |
| 1995 | 21 986 чел. |  |
| 2000 | 22 478 чел. |  |
| 2005 | 21 855 чел. |  |

## Символика
Деревом посёлка считается Malus baccata, цветком — синюховые, птицей — Strix uralensis japonica.